# فرناندو (ترانه)
«فرناندو» (به انگلیسی: Fernando) ترانه‌ای سرودهٔ بنی آندِشون و بیورن اولویوس از گروه آبا است. آن‌ها ترانه را برای اجرا توسط هم‌گروهی‌شان آنی-فرید لینگستاد نوشتند. نسخهٔ اصلی فرناندو که به زبان سوئدی بود در آلبوم شخصی سال ۱۹۷۵ لینگستاد با نام Frida ensam منتشر شد.
یک سال بعد «فرناندو» دوباره توسط آبا دوباره ضبط شد و در مارس ۱۹۷۶ به عنوان آهنگ جدیدی برای آلبوم بهترین‌ها منتشر شد و همچنین در نسخه‌های استرالیا و نیوزیلند چهارمین آلبوم استودیویی گروه به‌نام ورود گنجانده شد. «فرناندو» همچنین یکی از قطعات مجموعهٔ پرفروش طلا: بهترین‌ها است. این اثر یکی از پرفروش‌ترین تک‌آهنگ‌های آبا در همهٔ زمان‌ها بوده‌است که تنها در سال ۱۹۷۶ شش میلیون نسخه از آن فروخته شد. «فرناندو» همچنین یکی از کمتر از چهل تک‌آهنگ تمام دوران است که ۱۰ میلیون (یا بیشتر) نسخه فیزیکی در سراسر جهان فروخته‌اند و آن را به یکی از پرفروش‌ترین تک‌آهنگ‌های همهٔ زمان‌ها تبدیل کرده‌است. تک‌آهنگ «فرناندو» در زمان انتشارش در استرالیا، اتریش، بلژیک، کانادا، هلند، ایرلند، آفریقای جنوبی، سوئیس و بریتانیا صدرنشین جدول‌های فروش شد و در ایالات متحدهٔ آمریکا تا ردهٔ سیزدهم بیلبورد هات ۱۰۰ صعود کرد.
این قطعه طی سالیان توسط خواننده‌های دیگری هم بازخوانی شده‌است اما ضبط آبا به‌لطف دقتی که در تولید آن وجود داشته، نسخهٔ مورد علاقه بسیاری از شنوندگان باقی مانده‌است.

## محتوا
اشعار سوئدی نسخهٔ اصلی فرناندو توسط استیگ آندِشون (مدیر آبا) نوشته شده بود و تفاوت قابل توجهی با نسخهٔ انگلیسی‌زبان دارد. در نسخهٔ اصلی راوی سعی می‌کند به فرناندوی دلشکسته که عشق بزرگ زندگیش را از دست داده دلداری بدهد.

بیورن اولویوس برای نسخهٔ انگلیسی، آهنگ را از یک بالاد عاشقانهٔ استاندارد به گفتگوی بین دو انقلابی سابق مکزیکی تبدیل کرد که بیرون از خانه نشسته بودند و خاطرات‌شان را مرور می‌کردند؛ صحنه‌ای که در ویدئوی آبا هم بازآفرینی شد و ۴ عضو گروه گرد آتش نشسته و گیتار می‌نوازند و می‌خوانند. به گفتهٔ اولویوس در یک شب تابستانی که بیرون از خانه دراز کشیده بوده و به ستاره‌ها نگاه می‌کرده شعر فرناندو به ذهنش آمده‌است.
می‌دانستم که عنوان «فرناندو» باید وجود داشته باشد و پس از مدتی تأمل، این تصویر از دو انقلابی کهنه‌کار و زخمی در مکزیک به ذهنم آمد که شبی بیرون نشسته بودند و از خاطرات قدیمی‌شان صحبت می‌کردند.
همچون بسیاری از آثار آبا، «فرناندو» فرم روایت اول‌شخص را دارد. در این مورد زنی خاطرات روزهایی را به یاد می‌آورد که او و دوستش «برای آزادی در این سرزمین جنگیدند». اگرچه شعر فرناندو از یک پیام سیاسی آشکار اجتناب می‌کند، اما ابراز همدردی آن با کسانی که با ظلم مبارزه می‌کنند مورد توجه بسیاری از شنوندگان در سراسر جهان قرار گرفت.